# ISO 3166-2:PA

Verwaltungsgliederung

Die Liste der ISO-3166-2-Codes für  Panama enthält die Codes für die zehn Provinzen (provincias) und vier Territorien.

Die Codes bestehen aus zwei Teilen, die durch einen Bindestrich voneinander getrennt sind. Der erste Teil gibt den Landescode gemäß ISO 3166-1 (für  Panama PA), der zweite den Code für die Provinz oder das Territorium wieder.
Die aktuellen Codes stehen auf der Seite der ISO unter #iso:code:3166:PA zur Verfügung.

| Provinz               | Code  | Bemerkungen                             |
| --------------------- | ----- | --------------------------------------- |
| Bocas del Toro        | PA-1  |                                         |
| Coclé                 | PA-2  |                                         |
| Colón                 | PA-3  |                                         |
| Chiriquí              | PA-4  |                                         |
| Darién                | PA-5  |                                         |
| Herrera               | PA-6  |                                         |
| Los Santos            | PA-7  |                                         |
| Panamá                | PA-8  |                                         |
| Veraguas              | PA-9  |                                         |
| Panamá Oeste          | PA-10 |                                         |
| Emberá-Wounaan        | PA-EM | indigenes Territorium mit Provinzstatus |
| Guna Yala (Kuna Yala) | PA-KY | indigenes Territorium mit Provinzstatus |
| Ngöbe-Buglé           | PA-NB | indigenes Territorium mit Provinzstatus |
| Naso Tjër Di          | PA-NT | indigenes Territorium mit Provinzstatus |